# Underoos
Underoos es una marca de ropa interior principalmente para niños, producida por la compañía Fruit of the Loom. Los paquetes incluyen una parte superior e inferior a juego para los niños o las niñas, que ofrece un personaje de populares medios de entretenimiento, especialmente los cómics de superhéroes, caricaturas, y la fantasía / ciencia ficción.  En muchos casos, las prendas de vestir imitan el traje distintivo del personaje,  fomentando que el portador se hacen pasar por el personaje. En otros, ofrece una imagen del personaje o logo en la camiseta.

## Historia
Underoos se desarrollaron como una idea de producto en 1977 por un empresario independiente, Larry Weiss, quien obtuvo licencias para los cuatro principales grupos de caracteres cómicos (DC Comics, Marvel Comics, Hanna-Barbera, Archie Comics) que incluía Superman, Batman, Shazam, Wonder Woman, Supergirl, Spider-Man y el Capitán América. La idea de producto se ofreció por primera vez a Hanes, pero fue rechazado. Scott Paper Company buscó el desarrollo, pero al final decidió no comercializar el producto. Fruit of the Loom había sido contratado como proveedor de la ropa interior en blanco y otro proveedor contratado para aplicar las transferencias. Informada de la decisión de Scott Paper Company de no comercializar este nuevo producto, Fruit of the Loom preguntó si estarían autorizados a comercializar el producto, ya completamente desarrollado. Weiss estuvo de acuerdo, y en 1978 Fruit of the Loom compró Underoos. El producto fue probado en tres mercados, incluyendo el área metropolitana de Nueva York. Minorista y la demanda era tan fuerte, el producto se amplió inmediatamente a la distribución nacional. 

## Actualmente
A partir del 3er trimestre de 2014, Fruit of the Loom ha licenciado el nombre de la marca Underoos a un fabricante que actualmente está haciendo Underoos en tallas para adultos.
1. ↑  «UNDEROOS Ethics». Archivado desde el original el 4 de enero de 2014. Consultado el 23 de junio de 2008.
2. ↑  James Dorsch, Scott Paper Co. conversation with Lawrence D. Weiss, Dec. 1977
3. ↑  «Larry Weiss». Archivado desde el original el 24 de octubre de 2011. Consultado el 23 de junio de 2008.
4. ↑  New York Times, June 29, 1978: Philip Dougherty interview with James Johnston, Marketing V.P. Union Underwear Co.

- Datos: Q7883750